# Bundesstraße 42
Pour les articles homonymes, voir B42 et Route 42.
La Bundesstraße 42 (abrégé en B 42) est une Bundesstraße reliant Bonn à Darmstadt.

## Localités traversées
- Bonn
- Bad Honnef
- Linz
- Bad Hönningen
- Leutesdorf
- Neuwied
- Coblence
- Lahnstein
- Braubach
- Kamp-Bornhofen
- Saint-Goarshausen
- Kaub
- Lorch
- Assmannshausen
- Rüdesheim am Rhein
- Mayence
- Groß-Gerau
- Darmstadt